# Clàssica als Ports de Guadarrama
La Clàssica als Ports de Guadarrama (en castellà Clásica a los Puertos de Guadarrama) era una cursa ciclista que es disputava a la Serra de Guadarrama, (Madrid). La competició es disputà per primera vegada el 1920 i va durar fins al 2008 amb diferents interrupcions. Al llarg de la seva història ha tingut diferents noms com Volta als Ports o Campionat de Madrid. El 2005 entrà a formar part del calendari de l'UCI Europa Tour, fins a la seva desaparició.

## Palmarès
| Any     | Vencedor                       | Segon                    | Tercer                       |
| ------- | ------------------------------ | ------------------------ | ---------------------------- |
| 1920    | Enrique Pimoulier              | Ramón Valentín           | Miguel García                |
| 1921-22 | no disputada                   |                          |                              |
| 1923    | Miguel García                  | Guillermo Antón          | Miguel Serrano               |
| 1924    | Guillermo Antón                | Miguel García            | Feliciano Gómez              |
| 1925    | Telmo García                   | Feliciano Gómez          | Demetrio de Val              |
| 1926-27 | no disputada                   |                          |                              |
| 1928    | Telmo García                   | Eduardo Fernández        | Ricardo Montero              |
| 1929    | Manuel López                   | Luis Grossocordon        | Carlos López de la Torre     |
| 1930    | Manuel López                   | Carlos López de la Torre | Francisco Mula               |
| 1931    | Francisco Llana Deblas         | Saturnino Alonso         | Carlos López de la Torre     |
| 1932    | Ricardo Montero                | Vicente Trueba           | Manuel López                 |
| 1933    | Francisco Llana Deblas         | José Méndez Pinzales     | Eusebio Bastida              |
| 1934    | Vicente Carretero              | Bernardo de Castro       | Manuel Ruiz Trillo           |
| 1935    | Antonio Montes                 | Bernardo de Castro       | Ricardo Montero              |
| 1936    | Antonio Montes                 | Fermín Trueba            | Antonio Escuriet             |
| 1937-38 | no disputada                   |                          |                              |
| 1939    | Fermín Trueba                  | Francisco Goenaga        | Delio Rodríguez              |
| 1940    | Marià Cañardo                  | Antonio Martín Eguia     | Delio Rodríguez              |
| 1941-43 | no disputada                   |                          |                              |
| 1944    | Julián Berrendero              | Martín Mancisidor        | Vicente Carretero            |
| 1945    | Vicente Miró                   | José Gandara             | José Lizarralde              |
| 1946    | no disputada                   |                          |                              |
| 1947    | Julián Berrendero              | Delio Rodríguez          | Joaquín Jiménez              |
| 1948    | no disputada                   |                          |                              |
| 1949    | Miquel Gual                    | Antoni Gelabert          | José Escolano                |
| 1950    | Bernardo Ruiz                  | Julián Aguirrezabal      | Jorge Vallmitjana            |
| 1951    | Bernardo Ruiz                  | Antoni Gelabert          | Manuel Rodríguez Barros      |
| 1952    | Antoni Gelabert                | Josep Serra              | Julián Aguirrezabal          |
| 1953    | Mariano Corrales               | Bernardo Ruiz            | Miquel Bover                 |
| 1954    | Francesc Massip                | Federico Bahamontes      | Bernardo Ruiz                |
| 1955    | Federico Bahamontes            | Francesc Massip          | Emilio Rodríguez Barros      |
| 1956    | Gabriel Company                | Miguel Chacón            | Carmelo Morales              |
| 1957-61 | no disputada                   |                          |                              |
| 1962    | Ginés García Perán             | Antonio Saban Torrego    | Santos Ruiz Bermúdez         |
| 1963    | José Antonio Momeñe            | Carlos Echeverría        | Antonio Blanco               |
| 1964    | José Antonio Momeñe            | Fernando Manzaneque      | Antonio Suárez               |
| 1965    | Mariano Díaz                   | Eugenio Lisarde          | Carrasco                     |
| 1966    | Jesús Aranzábal                | Angelino Soler           | Aurelio González Puente      |
| 1967    | José Luis Uribezubia           | Gabino Ereñozaga         | Eugenio Lisarde              |
| 1968    | Nemesio Jiménez                | Jesús Manzaneque         | Gabriel Mascaró              |
| 1969    | José Luis Abilleira            | Germán Martín Sáez       | Jesús Manzaneque             |
| 1970-72 | no disputada                   |                          |                              |
| 1973    | Ventura Díaz                   | José Luis Uribezubia     | Domingo Perurena             |
| 1974    | José Luis Uribezubia           | Ventura Díaz             | Jose Freitas Martins         |
| 1975    | Domingo Perurena               | Sebastián Pozo           | Javier Francisco Elorriaga   |
| 1976    | no disputada                   |                          |                              |
| 1978    | Carlos Machín                  |                          |                              |
| 1979    | Ginés García Pallarés          | Ángel López del Álamo    | Ángel Arroyo                 |
| 1980    | Ángel Arroyo                   | Anastasio Greciano       | Ángel López del Álamo        |
| 1981    | Luis Gutiérrez                 | Ángel Arroyo             | Eduardo Chozas               |
| 1982    | Vicent Belda                   | Nicolai Kosyakov         | Ignacio Fandos               |
| 1983    | Josep Lluís Laguía             | Antoni Coll              | Eduardo Chozas               |
| 1984    | Iñaki Gastón                   | Juan Fernández Martín    | Reimund Dietzen              |
| 1985    | Juan Fernández Martín          | Iñaki Gastón             | Antoni Coll                  |
| 1986    | Laudelino Cubino               | Alirio Chizabas          | Juan Martínez Oliver         |
| 1987    | Roberto Córdoba                | Vicente Ridaura          | Jesús Cruz Martín Pérez      |
| 1988    | Laudelino Cubino               | Jesús Rodríguez Magro    | Miguel Ángel Martínez Torres |
| 1989    | Jokin Mujika                   | Francisco Antequera      | Marco Giovannetti            |
| 1990    | Stephen Hodge                  | Enrique Aja              | Eduardo Ruiz Santamaría      |
| 1991    | Pedro Delgado                  | Piotr Ugriúmov           | Laudelino Cubino             |
| 1992    | Néstor Mora                    | Laudelino Cubino         | Eduardo Chozas               |
| 1993    | Miguel Indurain                | Antonio Martín Velasco   | Ángel Camargo                |
| 1994    | Fernando Escartín              | Laudelino Cubino         | Carmelo Miranda              |
| 1995    | Ángel Casero                   | Marcos Serrano           | Manuel Fernández Ginés       |
| 1996    | Fernando Escartín              | Miguel Indurain          | Federico Muñoz               |
| 1997    | Manuel Beltrán                 | José Manuel Uría         | Roberto Heras                |
| 1998    | Marcos Serrano                 | Eleuterio Anguita        | Roberto Heras                |
| 1999    | Miguel Ángel Martín Perdiguero | Igor Flores              | Ángel Casero                 |
| 2000    | Francisco Mancebo              | Fernando Escartín        | Roberto Heras                |
| 2001    | Santiago Botero                | Juan Miguel Mercado      | Óscar Sevilla                |
| 2002    | Josep Jufré                    | Adolfo García Quesada    | Óscar Sevilla                |
| 2003    | Denís Ménxov                   | Marcos Serrano           | Pedro Arreitunandia          |
| 2004    | Jorge Ferrío                   | Carlos Ramon Golbano     | Gustavo César Veloso         |
| 2005    | Xabier Zandio                  | Carlos Castaño           | José Luis Martínez Jiménez   |
| 2006    | Rubén Plaza                    | Jon Bru                  | Eladio Jiménez               |
| 2007    | Héctor Guerra                  | Alejandro Valverde       | Daniel Moreno                |
| 2008    | Levi Leipheimer                | Alberto Contador         | Diego Gallego                |